# Вашингтон (округ, Нью-Йорк)
Округ Вашингтон (англ. Washington County) — округ штата Нью-Йорк, США. Население округа на 2000 год составляло 61 042 человек. Административный центр округа — город Форт-Эдуард.

## История
Округ Вашингтон основан в 1772 году. Источник образования округа Вашингтон: округ Олбани.

## География
Округ занимает площадь 2191,1 км2.

## Демография
| Год  | Численность | Численность |
| ---- | ----------- | ----------- |
| 2000 | 61 042      |             |
| 2009 | 62 753      |             |
| 2010 | 63 216      | [ 1 ] [ 2 ] |
| 2011 | 63 363      | [ 3 ]       |
| 2012 | 63 331      | [ 3 ]       |
| 2013 | 63 093      | [ 3 ]       |
| 2015 | 62 230      | [ 4 ]       |
| 2020 | 61 302      | [ 5 ]       |

Согласно переписи населения 2000 года, в округе Вашингтон проживало 61 042 человек. По оценке Бюро переписи населения США, к 2009 году население увеличилось на 2,8%, до 62 753 человек. Плотность населения составляла 28,6 человек на квадратный километр.